# Edwin Eugene Bagley
Edwin Eugene Bagley (Craftsbury 29 de mayo de 1857 - Keene 29 de enero de 1922) fue un compositor, cornetista y trombonista norteamericano conocido especialmente por ser el autor de la marcha National Emblem.
Comenzó su carrera a los nueve años como vocalista y comediante en Leavitt's Bellringers, una compañía de cómicos que viajaban por muchas de las principales ciudades de los Estados Unidos. Comenzó a tocar la corneta, viajando durante seis años con los Swiss Bellringersm y más tarde se unió a una banda en Concord, New Hampshire. En 1880 se empleó en Boston como solista de corneta en el teatro Park, desde donde hizo giras durante nueve años con una compañía de ópera. Allí comenzó a tocar trombón, y participó como músico de la Germania Band of Boston y de la Boston Symphony Orchestra. A principios de 1900 fornó parte de la banda Wheeler's de Bellows Falls, Vermont, grupo que estrenó la luego famosa marcha National Emblem en 1906.

## Obras
- 1900 The Morning Light
- 1901 The Imperial
- 1902 Holy Cross Commandery
- 1902 Patriot March
- 1902 Post 68 G.A.R.
- 1902 Royal March
- 1902 National Emblem[2]
- 1907 The Ambassador
- 1908 America Victorious
- 1908 Arbitrator
- 1908 Colonel Estey
- 1908 Our Republic
- 1909 Front Section
- 1911 Knight Templar
- 1915 L'Agresseur
- 1917 Counselor
- (American) Farm Bureau
- Father of his Country
- Federation March
- Hike
- Regent March